# رن۲۱

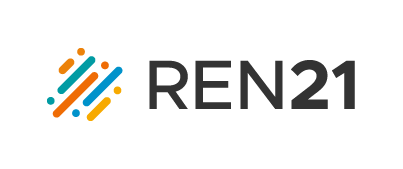
لوگوی REN21

رِن۲۱ (REN21) یا «شبکهٔ سیاستی انرژی‌های تجدیدپذیر برای قرن بیست و یکم» یک شبکهٔ سیاستی چند ذی‌نفعی و جهانی برای انرژی‌های تجدیدپذیر است که طیف وسیعی از بازیگران کلیدی را به یکدیگر پیوند می‌دهد. هدف رن۲۱ آن است که تبادل دانش، توسعهٔ سیاست‌ها و نیز اقدام مشترک در راستای گذار سریع جهانی به انرژی‌های تجدیدپذیر را تسهیل کند.
رن۲۱دولت‌ها، سازمان‌های غیردولتی، مؤسسه‌های تحقیقاتی و دانشگاهی، سازمان‌های بین‌المللی و صنعت را برای آموختن از یکدیگر و پی نهادن موفقیت‌هایی که انرژی‌های تجدیدپذیر را ترقی می‌بخشند، گرد هم می‌آورد. رن۲۱برای کمک به تصمیم‌گیری در سیاست‌ها، اطلاعات با کیفیت را فراهم، بحث‌ها و مناظره‌ها را تسریع، و از توسعهٔ شبکه‌های مرتبط با موضوع حمایت می‌کند.
یکی از مهم‌تری فعالیت‌های رن۲۱ انتشار سالانهٔ گزارش «وضعیت جهانی انرژی‌های تجدیدپذیر» یا جی‌اس‌آر (GSR) است.
گزارش سالانهٔ وضعیت جهانی تجدیدپذیرها، مروری جامع و به‌هنگام از توسعهٔ بازارها، صنایع، سرمایه‌گذاری‌ها، و سیاست‌های انرژی تجدیدپذیر در سرتاسر دنیا ارائه می‌دهد. این گزارش مبتنی بر داده‌های به‌روز انرژی‌های تجدیدپذیر است و سیاست‌گذارها، سرمایه‌گذارها، صنعت، و جامعهٔ مدنی را قادر به اتخاذ تصمیم‌های آگاهانه می‌سازد.
گزارش وضعیت جهانی انرژی‌های تجدیدپذیر رن۲۱ برای اولین بار درسال ۲۰۰۵ میلادی منتشر شده‌است. در سال‌های بعد، این گزارش توسعه یافت و به تلاشی مشترک و واقعی بدل گشت؛ تا آن‌جا که امروز رن۲۱ شبکه‌ای است بین‌المللی با بیش از پانصد نفر دست‌اندرکار، مؤلف و ویراستار. در حال حاضر، گزارش وضعیت جهانی تجدیدپذیرها، پرمراجعه‌ترین گزارش در زمینهٔ روندهای بازار، صنعت و سیاست‌های انرژی تجدیدپذیر است.